# Stade Gabèsien
Der Stade Gabèsien (arabisch الملعب القابسي, DMG al-malʿab al-qābisī), im Volksmund Stayda genannt, ist ein Sportverein aus der südtunesischen Stadt Gabès. Der Verein wurde im Sommer 1957 gegründet und trägt die Farben Grün und Weiß. Aktuell spielt das Team in der zweiten Liga des Landes, gilt aber Fahrstuhlmannschaft und verbrachte auch mehrere Saisons in der ersten Liga. Der Klub erreichte 2015 das Finale des tunesischen Pokals, welches sensationell mit 4:3 gegen den Topklub Étoile Sportive du Sahel verloren ging.

## Erfolge
- Tunesischer Pokal
  - Finalist: 2015
- Meister der zweiten Liga
  - 1958, 1961, 1979, 1982, 2007
- Meister der dritthöchsten Spielklasse
  - 1969, 1970, 1974, 2005
- Viertligameister
  - 2003
- Fünftligameister
  - 2002

## Rivalitäten

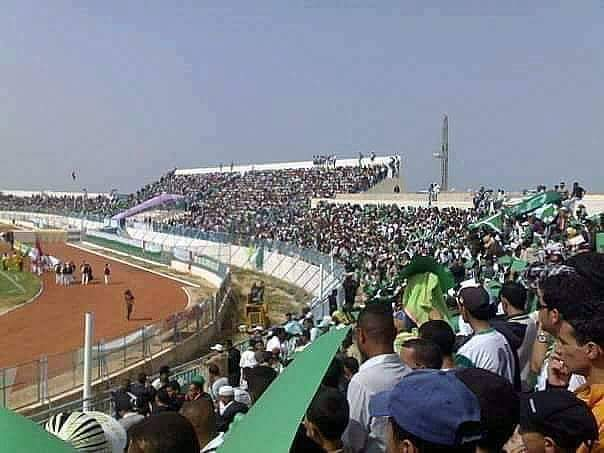
Heimfans beim Derby gegen AS Gabes

Es besteht eine Rivalität zu anderen Teams aus dem Süden des Landes, wie zum Beispiel Espérance Sportive de Zarzis. Als wichtigstes Begegnung des Jahres gilt allerdings das Stadtderby gegen Avenir Sportif de Gabès, welches als sehr hitziges Spiel gilt. In der Saison 2017/18 wurden nach Ausschreitungen auf dem Platz sieben Spieler für zwei Spiele gesperrt. Es wurden auch Geldstrafen verhängt und das Heimteam (AS Gabes) musste fünf Spiele ohne Zuschauer austragen.

## Ehemalige Spieler
- Radhi Jaïdi
- Seifeddine Jaziri
- José Clayton
- Saad Bguir
- Saber Khelifa
- Khaled Melliti

## Basketball
Die Basketballabteilung spielt in der zweithöchsten Spielklasse, der Nationale 1. Mit den Meistertiteln in der Championnat de Tunisie D2 2016 und 2019 sicherte sich der Verein jeweils den Aufstieg in die erste Liga.